# Boden
Koordinati:   65°49′50″N, 21°41′05″E
Boden je mesto in sedež lokalnega okrožja na Švedskem.
Mesto leži na severovzhodu Švedske ob reki Lule v okrožju Norrbotten. Tu je pomembno železniško križišče za prevoz železove rude v pristanišča Luleå in Narvik.  Po podatkih statističnega zavoda je 31. decembra 2010 v mestu živelo 18.277 prebivalcev.